# Isola del Coronamento

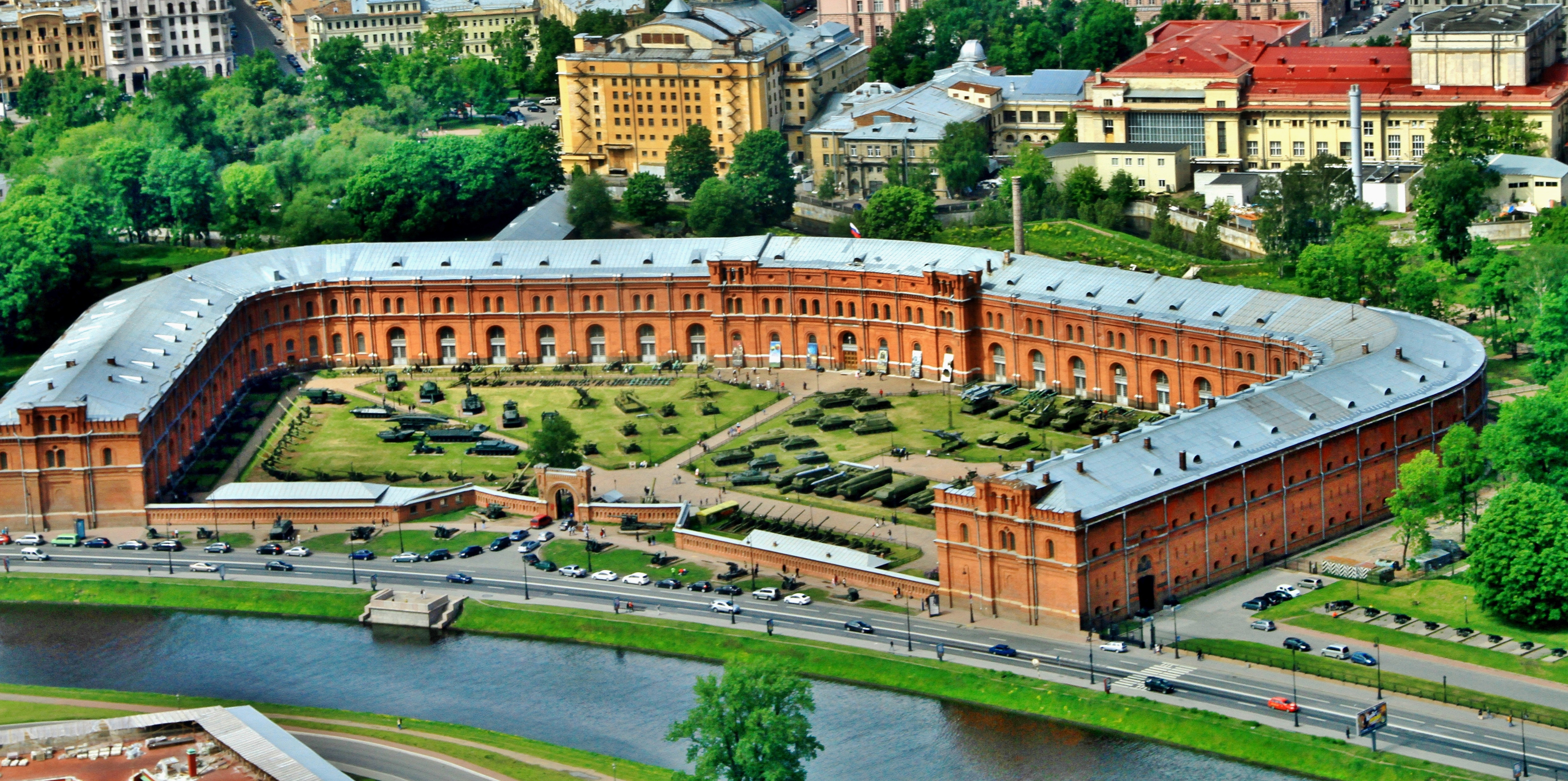
Veduta aerea sull'isola

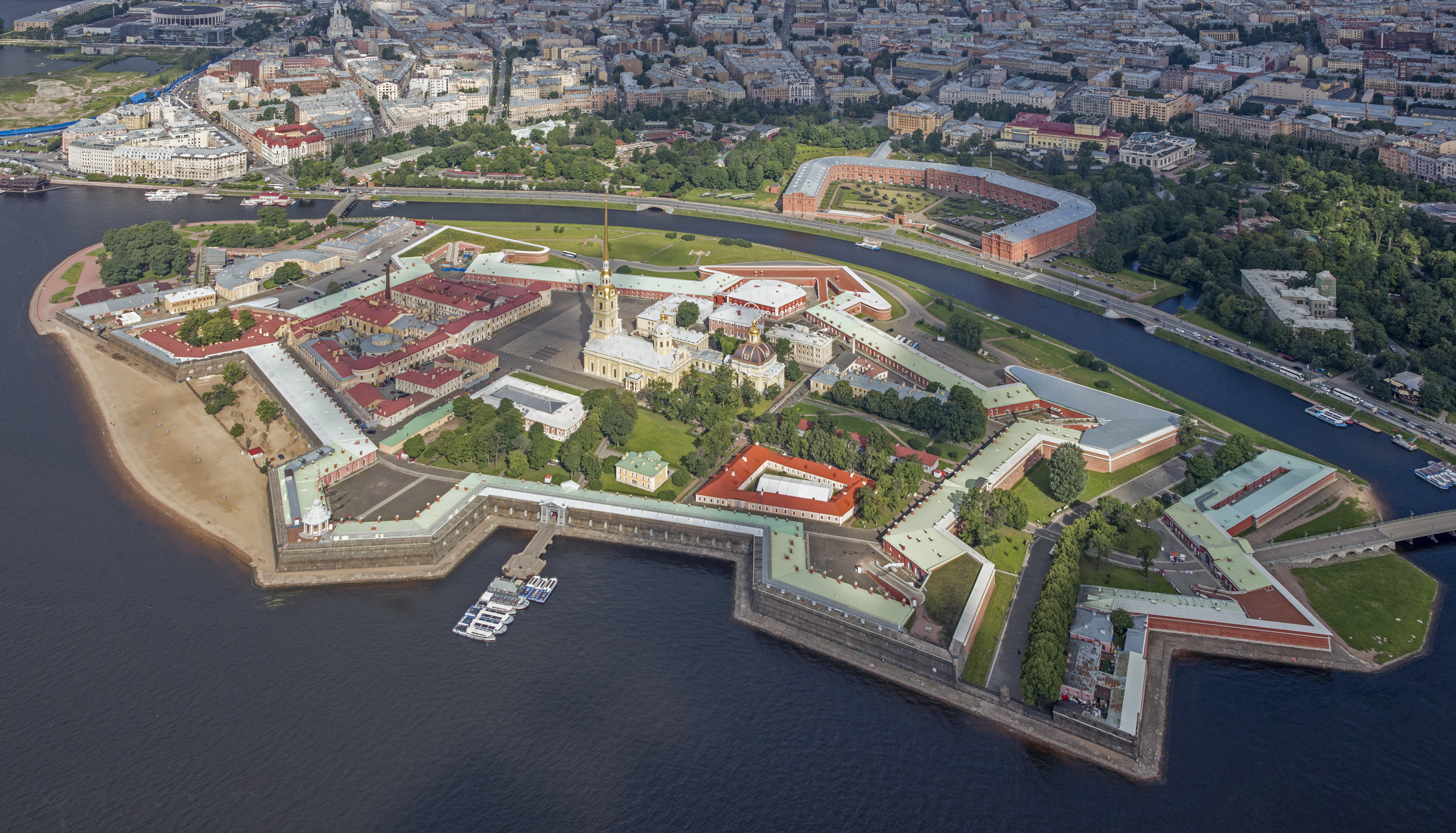
Veduta aerea d'insieme, la Fortezza di Pietro e Paolo sull'isola delle Lepri e l'isola del Coronamento.

L'isola del Coronamento (in russo Кронверкский остров?, Kronverkskiy ostrov; o anche Артиллерийский остров, Artilleriyskiy ostrov, e cioè isola dell'Artiglieria) è un'isola di San Pietroburgo, circondata dal canale omonimo e a sud separata dall'isola delle Lepri dallo stretto del Coronamento sul delta del fiume Neva.
Essa deve la propria denominazione al fatto che nelle opere di fortificazione militare alla moderna, il coronamento è il termine tecnico utilizzato per un tipo di cinturazione difensiva a forma di corona come estensione della fortificazione stessa.
Sull'isola sorge il Museo storico militare dell'artiglieria di San Pietroburgo.